# إيمي ليندون
إيمي ليندون (بالإنجليزية: Amy Lyndon)‏ هي منتجة أفلام ومخرجة وممثلة أمريكية، ولدت في 15 أكتوبر 1965 في نيو روتشيل في الولايات المتحدة.

## وصلات خارجية
- الموقع الرسمي
- إيمي ليندون على موقع IMDb (الإنجليزية)
- إيمي ليندون على موقع قاعدة بيانات الفيلم (الإنجليزية)